# Internazionali d'Italia 1951

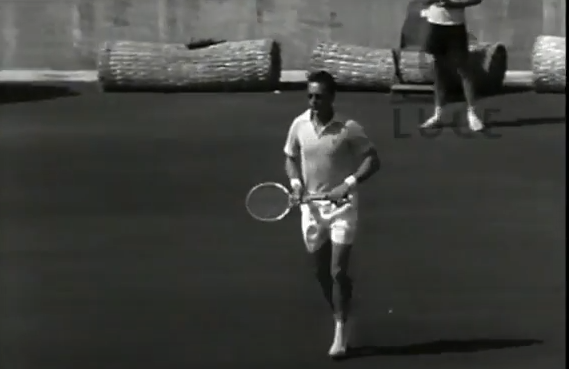
Il vincitore del torneo durante lo svolgimento dello stesso, Jaroslav Drobný

Gli Internazionali d'Italia 1951 sono stati un torneo di tennis giocato sulla terra rossa. È stata la 8ª edizione degli Internazionali d'Italia. Sia il torneo maschile sia quello femminile si sono giocati al Foro Italico di Roma in Italia.

## Campioni

### Singolare maschile
Jaroslav Drobný ha battuto in finale  Gianni Cucelli con il punteggio di 6–1, 10-8, 6–0

### Singolare femminile
Doris Hart  ha battuto in finale  Shirley Fry con il punteggio di 6–3, 8–6

### Doppio maschile
Jaroslav Drobný /  Dick Savitt  hanno battuto in finale   Gianni Cucelli /  Rolando Del Bello con il punteggio di 6–2, 7–9, 6–1, 6–3

### Doppio femminile
Shirley Fry /  Doris Hart  hanno battuto in finale  Louise Brough /  Thelma Long con il punteggio di 6–1, 7–5

### Doppio misto
Shirley Fry /  Felicisimo Ampon  hanno battuto in finale  Doris Hart /  Lennart Bergelin  8–6, 3–6, 6–4